# بولوک، گامبیا
بولوک (به لاتین: Bulok) یک منطقهٔ مسکونی کوچک در جنوب غربی گامبیا است که در بخش بریکاما واقع شده‌است. بولوک ۲٬۳۱۲ نفر جمعیت دارد.